# ليونارد باتريك كومون
ليونارد باتريك كومون (بالإنجليزية: Leonard Komon)‏ (ولد في 10 يناير 1988) هو عداء كيني، وهو صاحب الرقم القياسي العالمي لمسافة 10 كيلومتر على الطريق بزمن قدره 26:44 سجله سنة 2010.

## روابط خارجية
- ليونارد باتريك كومون على موقع الاتحاد الدولي لألعاب القوى (الإنجليزية)
- ليونارد باتريك كومون على موقع الدوري الماسي (الإنجليزية)